# Allianz Dresdner Bauspar

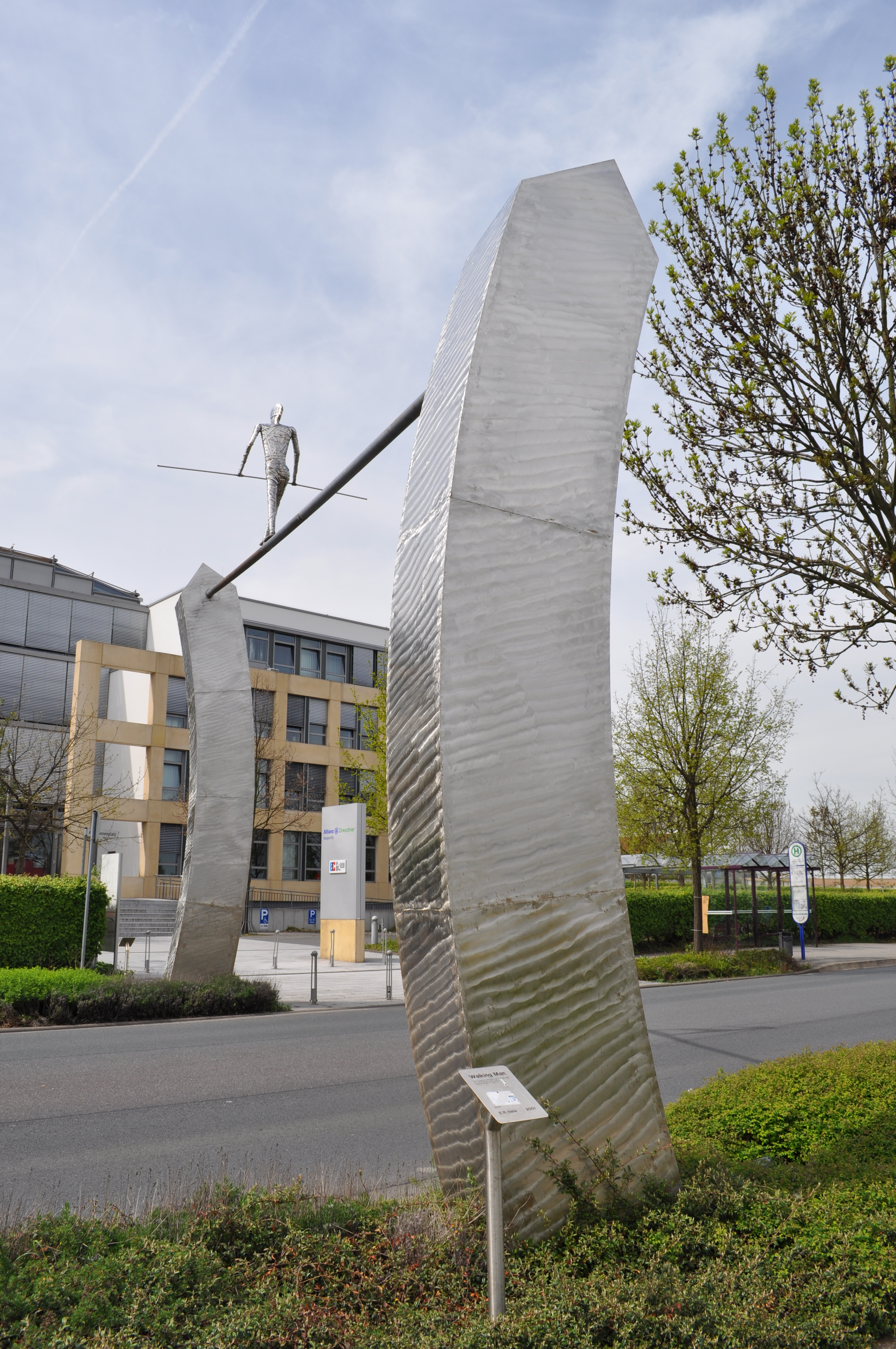
Skulptur „Walking Man“ von E. R. Nele gegenüber der Zentrale der Allianz Dresdner Bauspar

Die Allianz Dresdner Bauspar AG (ADB AG) war eine Bausparkasse mit Sitz in Bad Vilbel-Dortelweil. Im September 2010 wurde sie auf die Wüstenrot Bausparkasse, Teil des Konzerns Wüstenrot & Württembergische, verschmolzen.

## Geschichte
Die Dresdner Bank gründete im Herbst 1989 ihre Bauspargesellschaft Dresdner Bauspar AG.
Der Allianz-Konzern übernahm Ende 1997 die mh Bausparkasse, die anschließend als Allianz Bauspar AG firmierte. Nach Übernahme der Dresdner Bank durch den Allianz-Konzern im Juli 2001 wurden beide Bausparkassen zur Allianz Dresdner Bauspar AG verschmolzen und unter dem Dach der Dresdner Bank AG geführt.
Nach dem Verkauf der Dresdner Bank AG durch den Allianz-Konzern an die Commerzbank AG am 12. Januar 2009 ging auch die Bauspartochter an die Commerzbank. Name und Außenauftritt der Bauspartochter sollten sich Mitte 2009 ändern. Im Rahmen der neuen Strategie prüfte die Commerzbank Ende März 2009 einen Verkauf ihrer Bauspartochter. Die EU-Kommission genehmigte die Staatsbeihilfen für die Commerzbank Anfang Mai 2009 nur gegen einen baldigen Verkauf der Bausparkassentochter.
Am 13. April 2010 wurde bekannt gegeben, dass der Finanzkonzern Wüstenrot & Württembergische über seine Tochter Wüstenrot Bausparkasse die Allianz Dresdner Bauspar AG übernehmen wird.
Die Wüstenrot Bausparkasse AG (BSW) übernahm am 8. Juli 2010 die Allianz Dresdner Bauspar AG (ADB). Die Eintragung im Handelsregister erfolgte am 16. September 2010 rückwirkend zum 1. Januar 2010.

## Unternehmensdaten
Nach dem Geschäftsbericht 2007 wurden ca. 835.000 Bausparverträge mit einer Bausparsumme von ca. 19.445 Millionen Euro verwaltet. Die ADB hatte ca. 360 Beschäftigte.
Die Bilanzsumme 2007 beträgt 3.976,8 Millionen Euro, der Gewinn 2007 beträgt 4,63 Millionen Euro.